# 2-ethoxyethyl-acetát
2-Ethoxyethyl-acetát je organická sloučenina se vzorcem CH3CH2OCH2CH2OC(O)CH3, ester 2-ethoxyethanolu a kyseliny octové. Jedná se o bezbarvou kapalinu částečně mísitelnou s vodou.

## Vlastnosti
2-Ethoxyethyl-acetát je za pokojové teploty bezbarvá kapalina, jejíž páry se vzduchem vytváří výbušnou směs. Reaguje se silnými kyselinami, silnými zásadami, a s dusičnany. Vytváří nestálé peroxidy.

## Použití
2-Ethoxyethyl-acetát se používá jako rozpouštědlo polyesterů a alkydových pryskyřic. Také se přidává do laků, barev, insekticidů, mýdel, a kosmetických přípravků. Rozpouští nitrocelulózu a lze jím ve většině případů nahradit ethoxyethanol.
V automobilových lacích tato látka omezuje odpařování.

## Metabolismus
2-Ethoxyethyl-acetát se v krvi rychle hydrolyzuje na 2-ethoxyethanol. Přeměnou 2-ethoxyethanolu, převážně působením alkoholdehydrogenázy, poté vzniká 2-ethoxyacetaldehyd, jež se v játrech dále metabolizuje aldehyddehydrogenázou na kyselinu 2-ethoxyoctovou; poslední dvě uvedené sloučeniny jsou pravděpodobně aktivními metabolity, způsobujícími toxické účinky; na stejném místě vzniká také ethylenglykol.
U krys se kyselina ethoxyoctová může vázat na glycin nebo projít O-deethylací, po níž může být metabolizována na oxid uhličitý. Do tohoto metabolismu se zapojují mikrozomální P450 oxidázy se smíšenými funkcemi, které deethylací vytváří acetaldehyd a ethylenglykol.

## Bezpečnost
2-Ethoxyethyl-acetát dráždí kůži a oči.
Vysoké dávky způsobují poškození ledvin a paralýzu. U zvířat byly pozorovány reprotoxické a teratogenní účinky.